# Schytomyr
Schytomyr [ʒɪ'tɔmɪr] (ukrainisch Житомирⓘ; russisch Житомир Schitomir, polnisch Żytomierz; englische Transkription Zhytomyr; tschechisch Žitomír) ist eine Großstadt in der Ukraine mit etwa 270.000 Einwohnern und Verwaltungssitz der gleichnamigen Oblast.
Die Stadt liegt am Ufer des Teteriw, eines Nebenflusses des Dnepr, und ist Verkehrsknotenpunkt, Industriezentrum und kultureller Mittelpunkt mit Hochschulen, Theater und Museen. Wirtschaftlich dominiert der Maschinenbau und die Lebensmittelindustrie. In der Nähe wird Marmor abgebaut.
Schytomyr ist Sitz des römisch-katholischen Bistums Kiew-Schytomyr. Bischofskirche ist die Kathedrale St. Sophia.

## Lage
Schytomyr liegt 140 km westlich von Kiew und 150 km südlich der Grenze zu Belarus. Die Stadt befindet sich am Kreuzungspunkt zweier Fernstraßen (M 06, M 21) und zweier Bahnstrecken. Diese vier Linien verlaufen annähernd nach den vier Himmelsrichtungen. Außerdem führen die Nationalstraße N 03 und die Regionalstraße P–18 in die Stadt.

## Geschichte
Die Ortsgründung geht etwa auf das 7. Jahrhundert zurück, als die eingewanderten slawischen Stämme sesshaft wurden. Die Erhebung zur Stadt im 9. Jahrhundert wird in altrussischen Chroniken des Jahres 1240 erwähnt. Seit dem 11. Jahrhundert gehörte die Region zum Staat der Kiewer Rus, dessen Hauptstadt Kiew war. Sie war auch von Polen und Wolhyniern bewohnt. Von 1320 an gehörte Schytomyr zu Litauen. 1444 erhielt sie das Magdeburger Stadtrecht. 1569 kam die Stadt an das vereinigte Königreich Polen-Litauen. Zu dieser Zeit siedelten sich hier zahlreiche Juden an.
Im Jahre 1648 wurde Schytomyr für einige Jahre von den Kosaken Bohdan Chmelnyzkyjs (1595–1657) eingenommen. Nach dem Verlust Kiews an das Zarenreich wurde Schytomyr zum Sitz der Woiwodschaft Kiew. 1793 kam die Stadt auf Grund der Zweiten Polnischen Teilung an das Russische Kaiserreich und wurde Hauptstadt des Wolhynischen Gouvernements. 1899 wurde die bis heute bestehende Straßenbahn Schytomyr eröffnet.
Schwere Kämpfe um Schytomyr entbrannten nach der Oktoberrevolution 1917 und im folgenden Russischen Bürgerkrieg. Im Bürgerkrieg zwischen „weiß“ und „rot“ waren dort unter anderem Nikolai Schtschors und Grigori Kotowski bedeutende Truppenführer. Das Deutsche Reich nutzte die durch den Bürgerkrieg destabilisierte innerpolitische Lage der Ukraine für eigene strategische Ziele. Einheiten des Deutschen Heeres besetzten Schytomyr im Rahmen der Militäroffensive „Operation Faustschlag“ am 24. Februar 1918, 7 Tage vor der Unterzeichnung des Diktatfriedens von Brest-Litowsk mit Sowjetrussland.
Nach dem deutschen Überfall auf die Sowjetunion war Schytomyr von 1941 bis 1944 als Generalbezirk Bestandteil des deutschen Reichskommissariats Ukraine und rückwärtiges Heeresgebiet. Der Widerstandskämpfer Wolf Kieper wurde vom Sonderkommando 4 der SS-Sondereinheit Dirlewanger öffentlich hingerichtet. Etwa 400 Juden wurden ermordet. Im nördlichen Teil, durch den auch die „Nordbahn“ über Korosten nach Brest führte, war die deutsche Kontrolle aber durch Partisanenverbände erheblich beeinträchtigt. Dies galt zunehmend auch für die Südbahn über Berditschew und Schepetowka nach Kowel. 1943/44 kam es im Großraum Schytomyr zu heftigen und sehr verlustreichen Kämpfen zwischen der Wehrmacht und der letztlich siegreichen Roten Armee. An den Gefechten um Schytomyr beteiligten sich sowohl im Bürgerkrieg ab 1918 als auch während des Zweiten Weltkrieges mehr oder weniger erfolgreich Einheiten unter Befehl von Semjon Budjonny und Kliment Woroschilow. Südlich der Stadt befand sich von 1942 bis 1944 die deutsche Siedlungskolonie Hegewald.
Nach dem Zerfall der Sowjetunion wurde die Region 1991 einer der 24 Bezirke (Oblast) der nun selbständigen Ukraine, deren Verwaltungs-, Kultur- und Industriezentrum die Stadt darstellt.
Bedingt durch den russischen Überfall auf die Ukraine 2022 hatten bis zum 24. März etwa die Hälfte der Bewohner die Stadt verlassen. Es war auch befürchtet worden, dass Truppen des Nachbarlandes Belarus die russischen Truppen verstärken und nach Schytomyr vorstoßen könnten. Das Lyzeum Nr. 25 in der Nähe des Gouverneurssitz bzw. Rathauses wurde schon kurz nach Kriegsbeginn von einer Rakete getroffen, sowie Wohnblocks und Krankenhäuser; bis einschließlich 24. März starben mindestens neun Zivilisten, weitere 33 in der Region. Der Bürgermeister Serhij Suchomlyn war einst Panzeroberst, wurde Pazifist und organisierte heute Schutz und Verteidigung der Stadt.

## Juden in Schytomyr

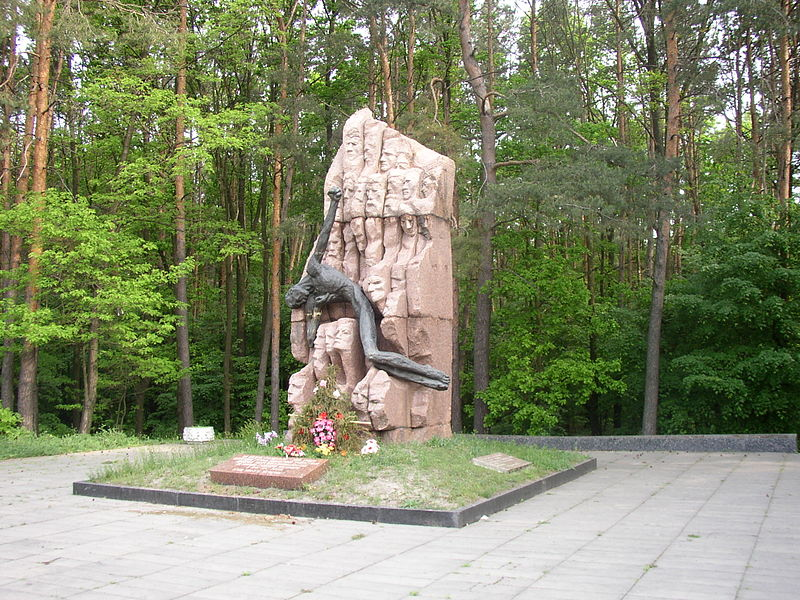
Josef Tabachnyk: Denkmal für die Opfer des Faschismus

Seit der zweiten Hälfte des 18. Jahrhunderts gab es in Schytomyr eine bedeutende jüdische Gemeinde. Die Stadt war ein Zentrum der chassidischen Bewegung und gehörte im Zarenreich zum Ansiedlungsrayon. Im Jahre 1891 war über ein Drittel der Stadtbevölkerung jüdisch (24.062 Juden bei einer Gesamtbevölkerung von 69.785 Einwohnern). Zusammen mit Vilnius war dies der einzige Ort, an dem die russische Regierung ein Rabbinerseminar zur Ausbildung von Rabbinern im Staatsdienst errichten ließ. Zu den Leitern gehörte von 1862 bis zur Schließung 1873 der Universalgelehrte Chajim Slonimski und zu den bekannten Studenten des Rabbinerseminars zählte der Begründer des jiddischen Theaters, Abraham Goldfaden und der neuhebräische Dichter und Schriftsteller Salomon Mandelkern. Der Schriftsteller Mendele Moicher Sforim wohnte in Schiyomimyr, und als Kind wuchs hier der bedeutende hebräische Dichter Chaim Nachman Bialik auf.
Am 7. und 8. Mai 1905 fand in Schytomyr ein Pogrom gegen die jüdische Bevölkerung statt. 29 Juden sowie der christliche Student Nikolaj Blinow, der den Juden zu Hilfe kommen wollte, wurden ermordet.
Nach dem deutschen Überfall auf die Sowjetunion wurde Schytomyr am 9. Juli 1941 von deutschen Truppen besetzt, unmittelbar hinter den Panzern der Wehrmacht rückten drei Lastwagen der SS-Einsatzgruppe 4a in die Stadt ein, kurze Zeit später wurden die meisten Juden aus Schytomyr und Umgebung ermordet. Diese persönliche Erfahrung war auch ausschlaggebend dafür, dass sich der österreichische Oberstleutnant im Generalstab der Wehrmacht Robert Bernardis dem militärischen Widerstand anschloss und am 20. Juli 1944 in Berlin sein Leben opferte.

## Verwaltungsgliederung
Am 27. September 2018 wurde die Stadt zum Zentrum der neugegründeten Stadtgemeinde Schytomyr (ukrainisch Житомирська міська громада/Schytomyrska miska hromada), zu dieser zählen die Stadtrajone Rajon Bohunyja und Rajon Koroljowsk und das eingemeindete Dorf Weressy (ukrainisch Вереси, russisch Вересы). Bis dahin bildeten allein die Stadtrajone die Stadtratsgemeinde Schytomyr (Житомирська міська рада / Schytomyrska miska rada) im Zentrum des Rajons Schytomyr.

## Bevölkerungsentwicklung
Quelle:

## Sehenswürdigkeiten

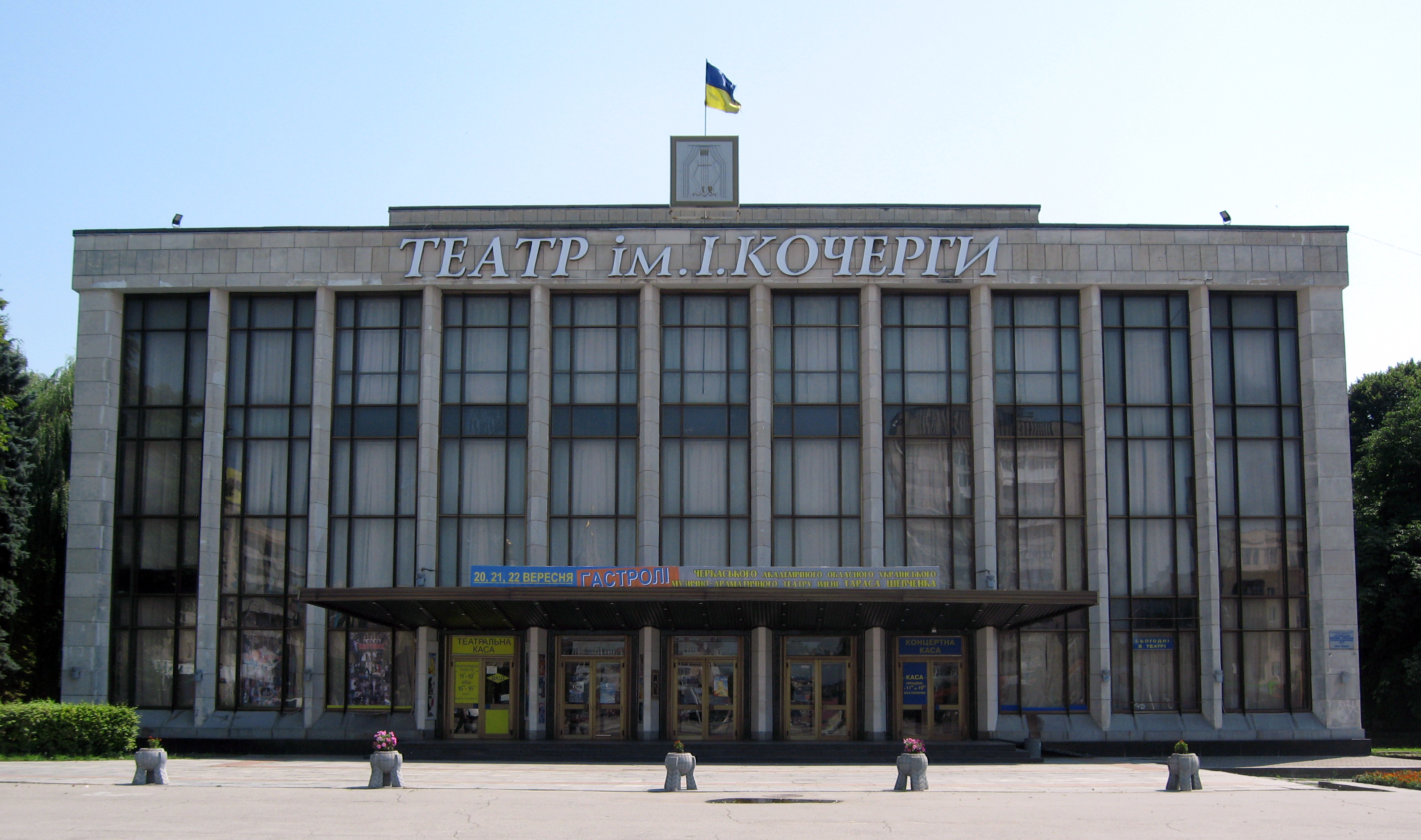
Theater und Konzerthalle

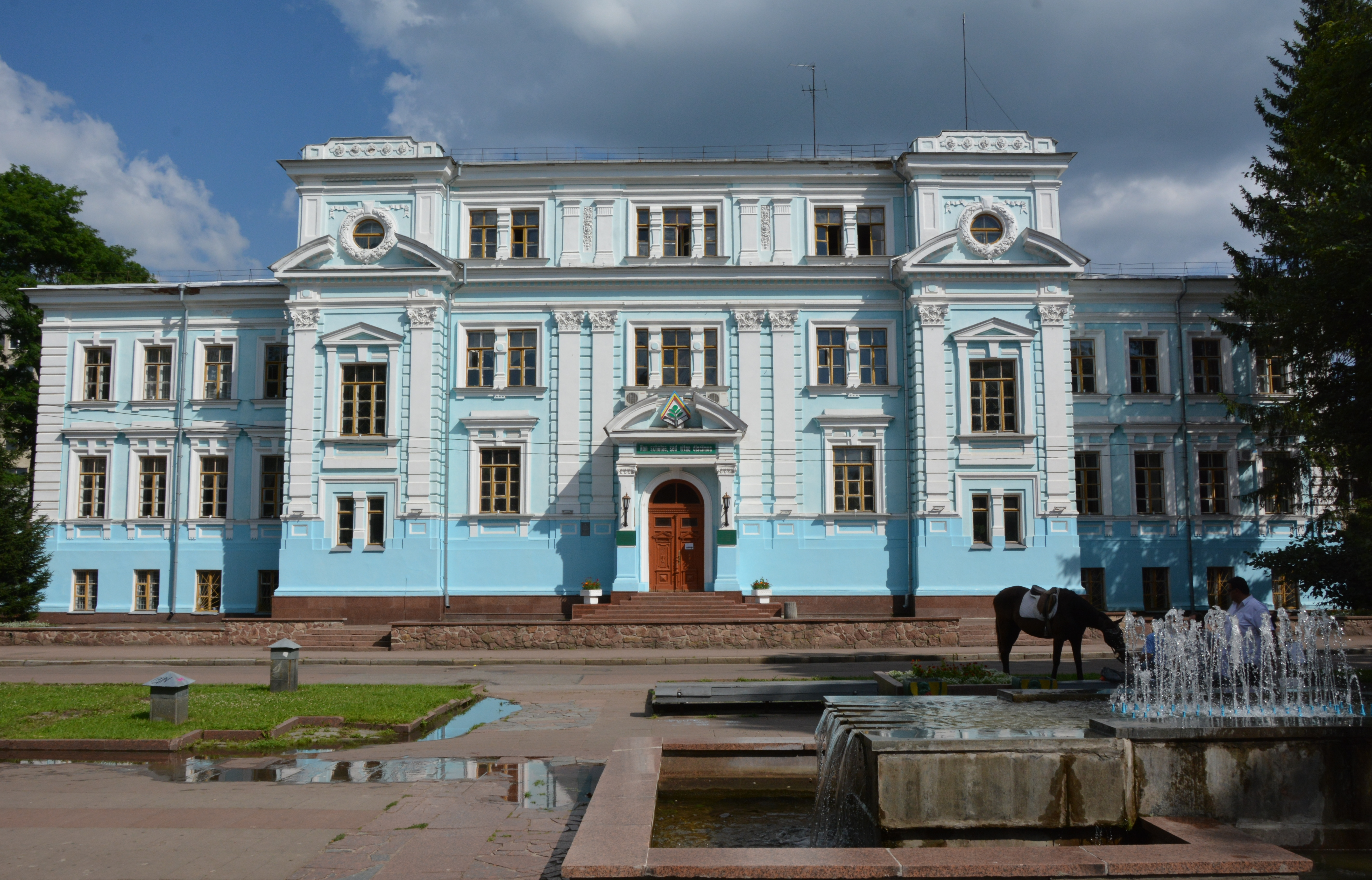
Staatliche Universität für Landwirtschaft

Schytomyr ist bekannt für seine Gärten, Parks und grünen Alleen, besonders für die längs der felsigen Ufer des Teteriw, an dessen Ufern sich auch das Denkmal zur Erinnerung an den Unbekannten Soldaten befindet.
Die interessantesten Zeugnisse der Baukunst der Stadt sind das einstige Magistratsgebäude aus dem 17. Jahrhundert sowie die an der Peremohy-Straße befindliche Preobraschenski-Kathedrale aus dem 18. Jahrhundert. Diese ist eine dem Moskauer Patriarchat unterstehende orthodoxe Kirche. Die Michaelskirche an der Kyjiwska (Kiewer) Straße aus dem 19. Jahrhundert untersteht dagegen der Orthodoxen Kirche der Ukraine.
Schytomyr hat mehrere Museen, zu denen die Korolenko- und die Koroljow-Gedenkstätte zählen, aber auch das Kosmonautik-Museum und das Naturkundemuseum, das seit 1987 in der Kathedrale der heiligen Kreuzerhöhung untergebracht ist. Laut einer Infotafel am Eingang der Kathedrale wurde sie im 18. Jahrhundert im russisch-neobyzantinischen Stil gebaut.
Das Theater von Schytomyr erinnert an mitteleuropäische Opernhäuser.
Im Jahr 1996 wurde in Schytomyr das Denkmal für die Opfer der Tragödie im Wald von Bogunija errichtet, bei der im Zweiten Weltkrieg Kriegsgefangene und Bürger erschossen wurden. Es kombiniert ein 6,5 Meter hohes Granitmonument mit einer Bronzefigur des Bildhauers Josef Tabachnyk.
Während des Zweiten Weltkriegs legte die Wehrmacht südlich der Stadt auf einem 1,7 ha großen Gelände einen Soldatenfriedhof für etwa 2700 gefallene Soldaten an. Auf dem Gräberfeld ruhen heute 3143 Gefallene.

## Wirtschaft
Im 20. Jahrhundert hat sich die Stadt beträchtlich ausgedehnt und die Zahl ihrer Industriebetriebe hat sich erhöht. In Schytomyr sind Firmen des Maschinenbaus, der Textil-, Möbel-, Automobil- und Lebensmittelindustrie ansässig.
Die Stadt liegt in einem landwirtschaftlich genutzten Gebiet. Sie ist Verkehrsknotenpunkt der Region und Umschlagplatz für Holz und Getreide sowie Sitz mehrerer landwirtschaftlicher Institute.
Die Umgebung weist reiche Lagerstätten von dekorativem Gestein auf, das industriell gewonnen wird. Es werden roter, rosa und weißer Marmor, Granit und silbriger Labradorit abgebaut.

## Transportwesen
Der 1939 gegründete, im Osten des Stadtgebietes gelegene internationale Flughafen (IATA: ZTR) bedient internationale Passagier- und Frachtflüge. Er wurde am 30. Juni 2021 nach intensiven Baumaßnahmen wieder für den Flugverkehr freigegeben.
Im öffentlichen Nahverkehr verkehrt seit 1899 die Straßenbahn Schytomyr. Als eine von wenigen Straßenbahnen im ehemaligen russischen Zarenreich ist sie in Meterspur ausgeführt. Ergänzt wird die Straßenbahn seit 1962 um ein Oberleitungsbussystem.

## Bildung und Wissenschaft
Zu den größeren Universitäten und Hochschulen von Schytomyr zählen:
| Name der Bildungseinrichtung                    | Lehrgebiete | Gründungsjahr | Weblink |
| ----------------------------------------------- | --- | ------------- | ------- |
| Staatliche Iwan Franko-Universität              | Geschichte, Naturwissenschaften, Mathematik, Sportwissenschaften, Sozialpsychologie                                                       | 1919          |         |
| Staatliche Polytechnische Universität           | Informatik, Robotik, Mechatronik, Bergbau, Ökologie, Ökonomie, Finanzbuchhaltung, Verwaltung & Recht                                      | 1920          |         |
| Nationale Agrarökologische Universität          | Agrartechnologie und Ingenieurwesen, Agrarwissenschaften, Waldwirtschaft, Ökologie, Ökonomie, Veterinärmedizin                            | 1922          |         |
| Militär- und nationales Luftfahrtinstitut       | Automatisierung und Steuerung, Elektrotechnik, Funktechnologie, Informationstechnologie                                                   | 1919          |         |
| Hochschule für Krankenpflege                    | Labordiagnostik, Pflege, Geburtshilfe, Zahnheilkunde, Orthopädie, Rehabilitation, Physiotherapie, Ergotherapie                            | 1875          |         |
| Technische Hochschule                           | Forstwirtschaft, Holzverarbeitung, Verfahrenstechnik, Softwareentwicklung, Technische Informatik, Elektrotechnik, Automatisierungstechnik | 1911          |         |
| Hochschule für Bauingenieurwesen                | Bautechnik, Baustofftechnik, Bauchemie, Architektur, Versorgungswesen, Baurecht                                                           | 1945          |         |
| Hochschule für Agrartechnik                     | Agrarwissenschaften, Agrartechnik, Energietechnik, Elektrotechnik, Transportwesen, BWL, Vermarktung, Recht                                | 1921          |         |
| Kooperative Hochschule für Wirtschaft und Recht | Rechnungs-, Finanz- und Kreditwesen, Wirtschaftsrecht, Verfassungsrecht, Softwareentwicklung, Gastronomie, Ernährungstechnologie          | 1967          |         |

## Kultur
Der gemischte Kammerchor a cappella OREYA, der 1986 in der Stadt gegründet wurde, tritt bei internationalen Wettbewerben und Konzerten auf.

## Kirchen

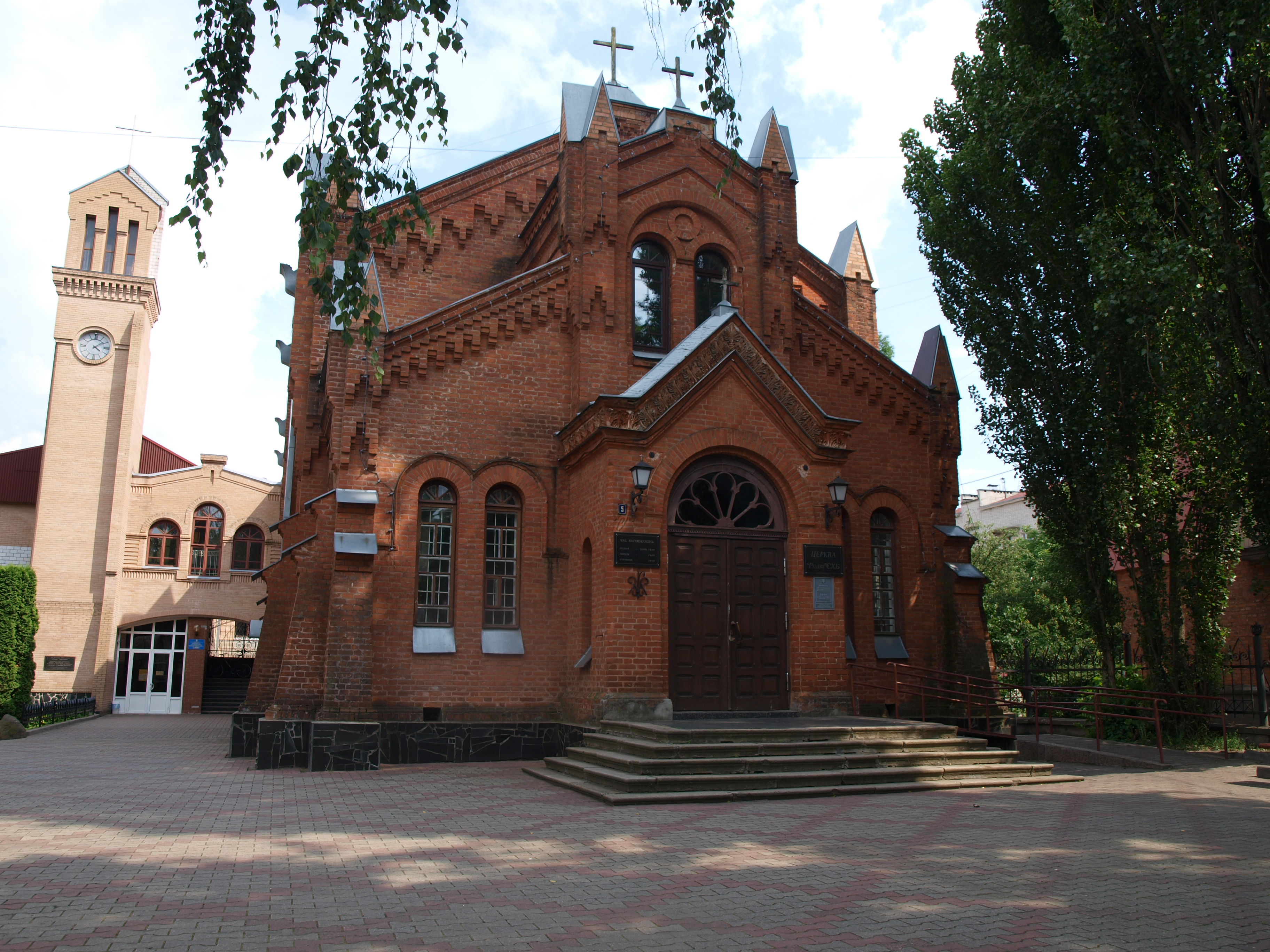
Evangelisch-lutherische Kirche von 1896
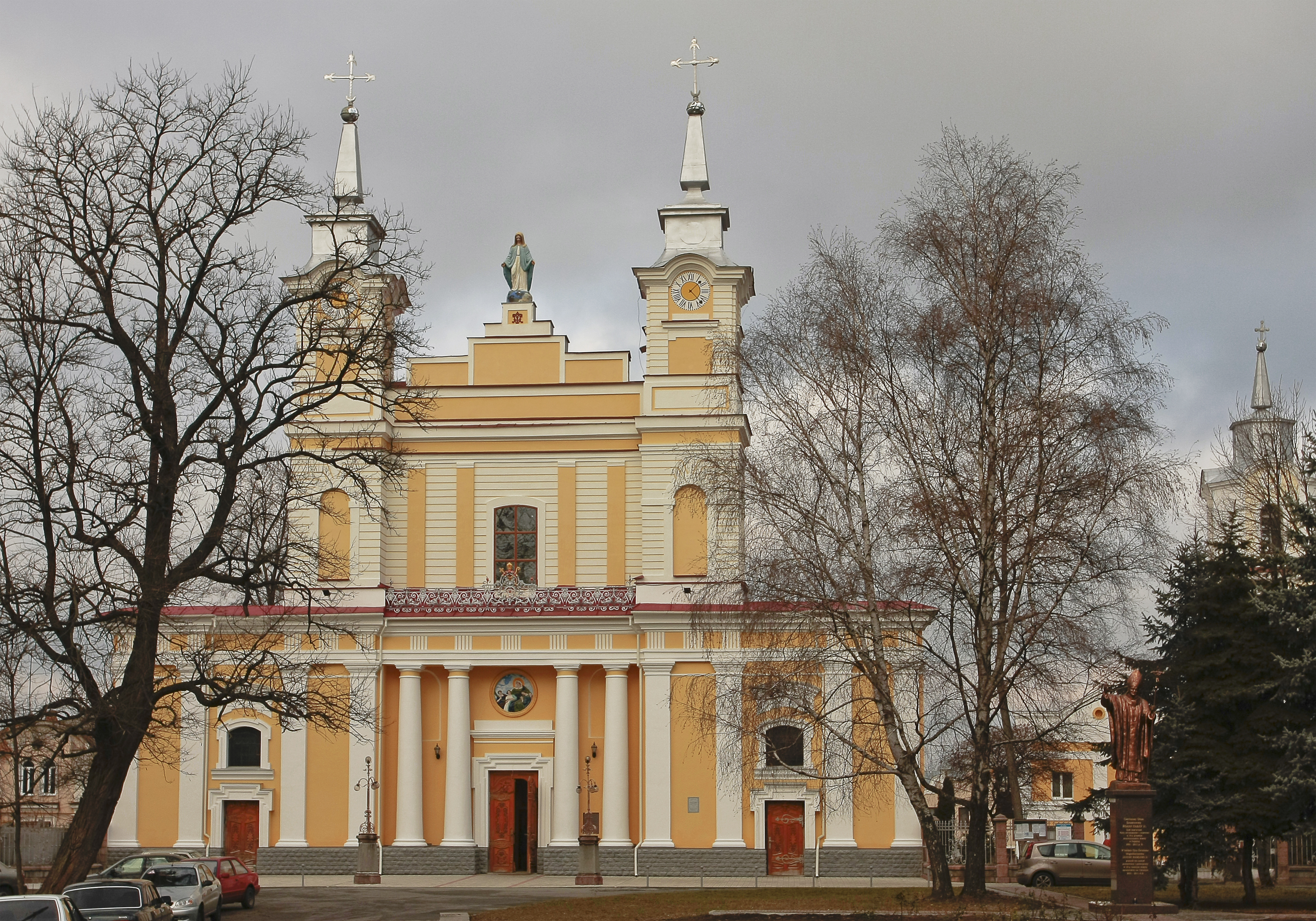
Römisch-katholische Kathedrale St. Sophia
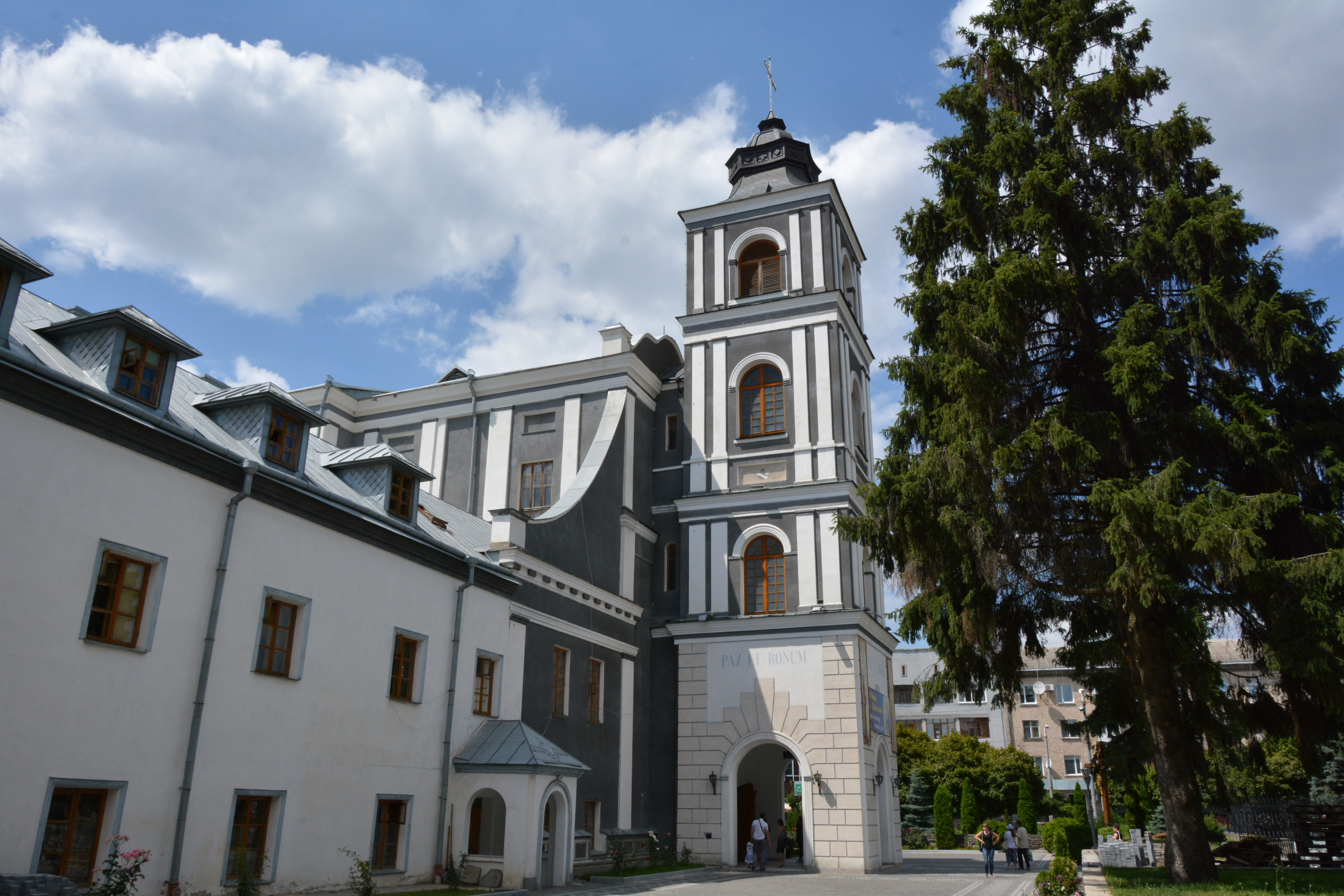
Römisch-katholische St. Johannes von Dukla-Kirche
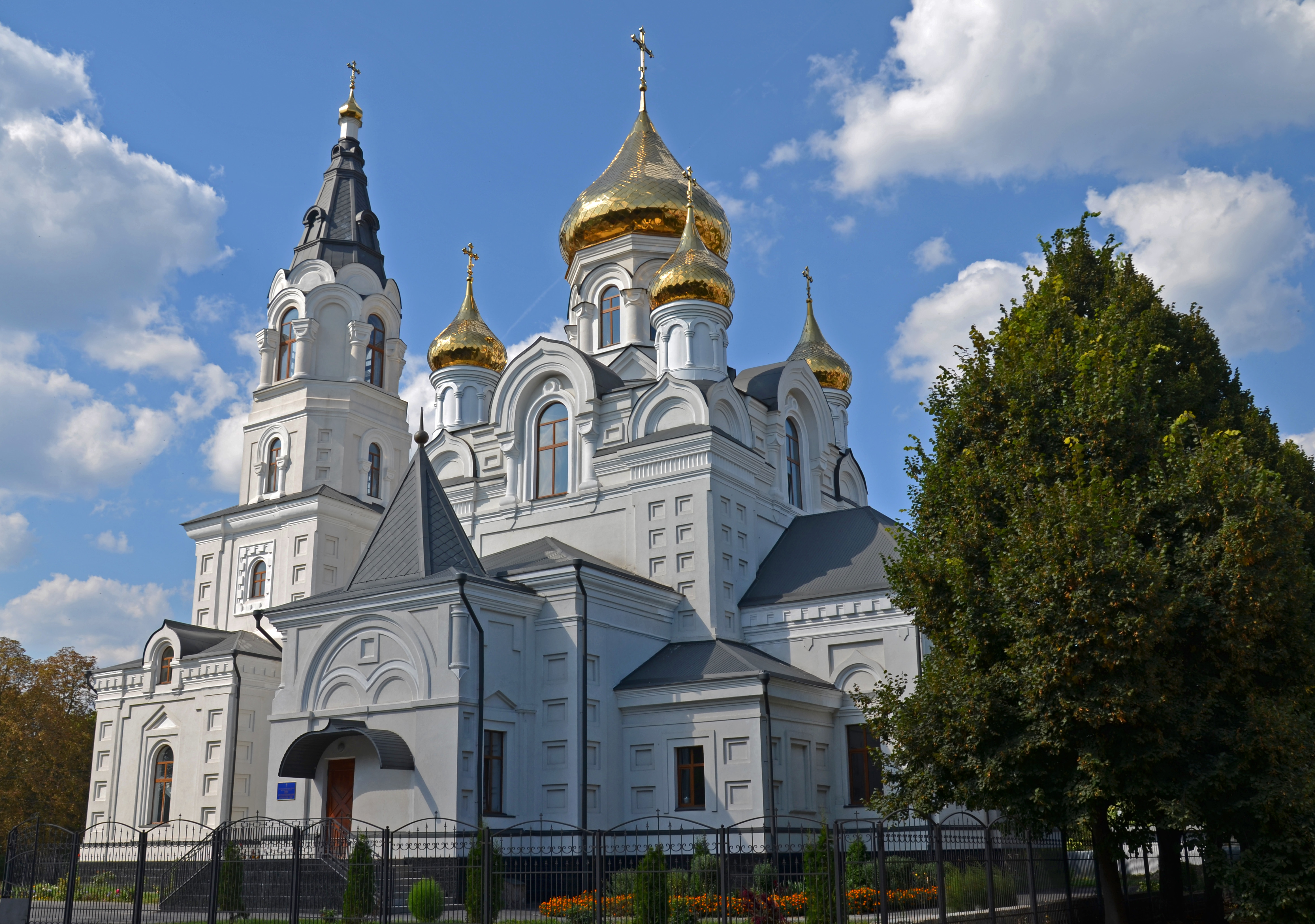
Kreuzerhöhungs-Kathedrale
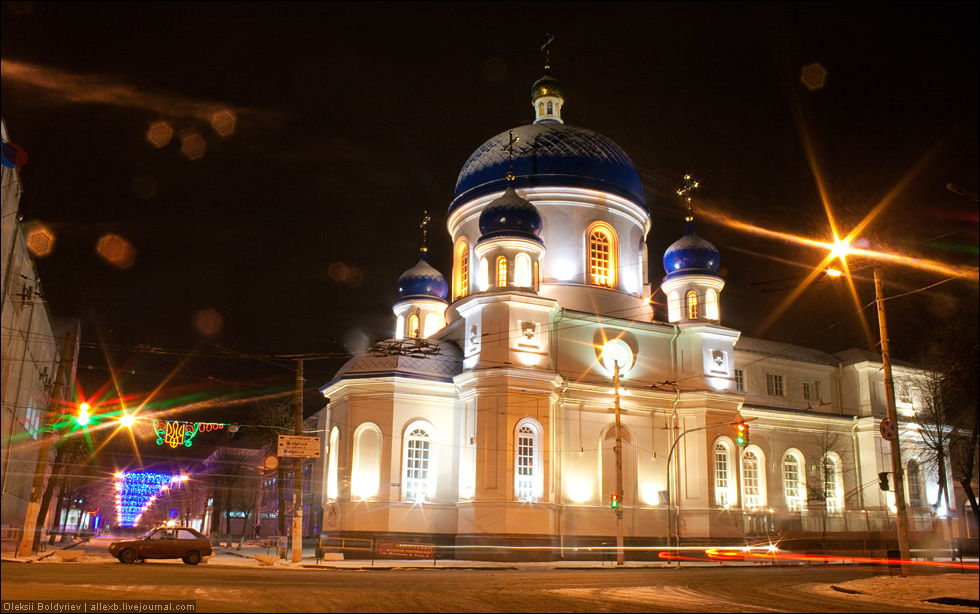
Ukrainisch-orthodoxe Michaelskirche
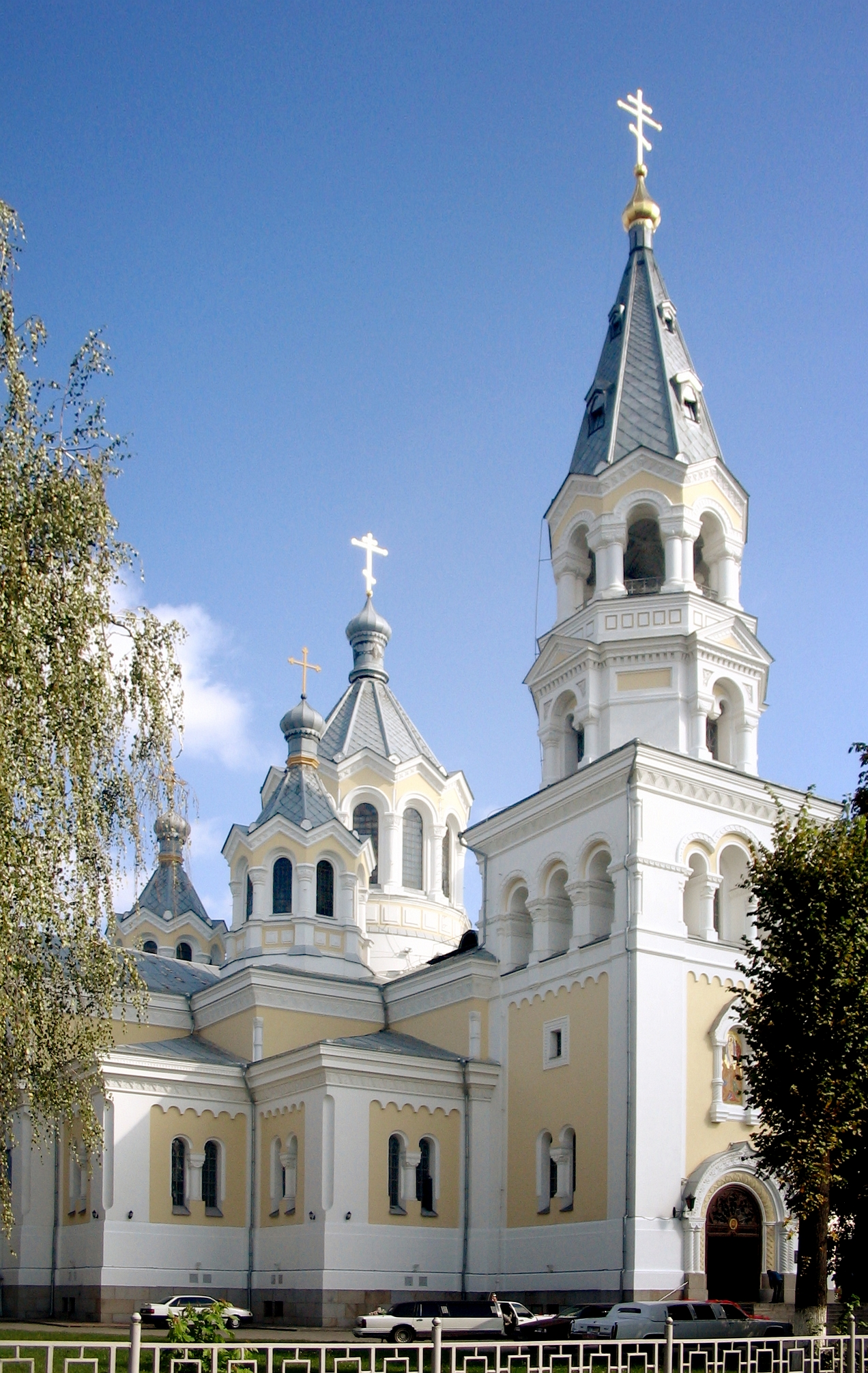
Verklärungskathedrale (Schytomyr)

## Soziales
Im Dezember 2006 gründete der bisher in der Republik Moldau tätige österreichische Jesuit Georg Sporschill das erste von drei Betreuungshäusern für Straßenkinder.

## Städtepartnerschaften
Die Stadt Schytomyr unterhält mit folgenden Städten eine Städtepartnerschaft:
| Stadt                  | Land                             | seit |
| ---------------------- | -------------------------------- | ---- |
| Bytom                  | Schlesien, Polen                 | 2018 |
| Dazhou                 | Xinan, Volksrepublik China       | 2018 |
| Dortmund               | Nordrhein-Westfalen, Deutschland | 2023 |
| Gdynia                 | Pommern, Polen                   | 2022 |
| Hulun Buir             | Huabei, Volksrepublik China      |      |
| Kutaissi               | Imeretien, Georgien              | 2018 |
| Montana                | Bulgarien                        | 2018 |
| Pardubice              | Čechy, Tschechien                |      |
| Płock                  | Masowien, Polen                  | 2018 |
| Shangluo               | Xibei, Volksrepublik China       | 2018 |
| Vila Nova de Famalicão | Região Norte, Portugal           | 2022 |

## Persönlichkeiten

### In oder bei Schytomyr geboren
- Rustam Achmetow (* 1950), Hochspringer
- Spyrydon Babskyj (1958–2011), ukrainisch-orthodoxer Theologe und Erzbischof
- Andrej Belogrud (1875–1933), russischer Architekt und Hochschullehrer
- Ossip Bernstein (1882–1962), russisch-ukrainischer Schachspieler
- Alexander Besymenski (1898–1973), russischer Dichter
- Tadeusz Borowski, polnischer Schriftsteller, Auschwitz-Überlebender
- Dawid Brodjanski (1936–2017), ukrainisch-russischer Prähistoriker, Archäologe und Hochschullehrer
- Iwan de Chaudoir (1858–1919), russischer Mäzen
- Oleksandr Chusman (* 1962), israelischer Schachspieler
- Jarosław Dąbrowski (1836–1871), polnischer revolutionärer Demokrat, an der Pariser Kommune beteiligt
- Elisabeth Epstein (1879–1956), russische Malerin der Moderne
- Jan Gamarnik (1894–1937), sowjetischer kommunistischer Aktivist und Militär
- Aharon David Gordon (1856–1922), hebräischer Schriftsteller und Zionist
- Alex Gottlieb (1906–1988), US-amerikanischer Drehbuchautor und Filmproduzent
- Jewgeni Grischbowski (* 1992), russisch-deutscher Musikproduzent und DJ
- Vladimir Hachinski (* 1941), kanadischer Neurologe
- Halyna Jantschenko (* 1988), Politikerin und Aktivistin
- Tetjana Jaschtschenko (* 2001), Radsportlerin
- Julija Jelistratowa (* 1988), Triathletin
- Alexander Kipnis (1891–1978), ukrainisch-amerikanischer Opernsänger (Bass)
- Alexander Konstantinopolski (1910–1990), sowjetischer Schachmeister und -theoretiker
- Wladimir Korolenko (1853–1921), russische Schriftsteller polnisch-ukrainischer Herkunft
- Sergei Koroljow (1907–1966), Chefkonstrukteur der ersten sowjetischen Sputniks und Raumschiffe
- Wolodymyr Lawrynenko (* 1984), klassischer Pianist
- Keni Liptzin (1863–1916), englisch-amerikanische jiddische Schauspielerin
- Borys Ljatoschynskyj (1895–1968), ukrainischer Komponist
- Ruslan Malinowskyj (* 1993), ukrainischer Fußballspieler
- Mark Borissowitsch Mitin (1901–1987), sowjetischer Historiker und Philosoph
- Olga Mykytenko (* 1974), deutsche Opernsängerin (Sopran) ukrainischer Herkunft
- Lea Nikel (1918–2005), israelische Malerin
- Oleh Olschytsch (1907–1944), ukrainischer Dichter, Schriftsteller und Prähistoriker
- Eugene Perelshteyn (* 1980), US-amerikanischer Schachgroßmeister sowjetisch-ukrainischer Herkunft
- Myroslaw Popowytsch (1930–2018), Philosoph
- Theophil Richter (1872–1941), russlanddeutscher Musiker, Pädagoge und Komponist, Vater von Swjatoslaw Richter
- Swjatoslaw Richter (1915–1997), sowjetisch-russischer Pianist russlanddeutscher Herkunft
- Tetjana Rjabtschenko (* 1989), ukrainische Radrennfahrerin
- Michael Rostovtzeff (1870–1952), russischer Althistoriker
- Juri Sadowenko (* 1969), russischer General
- Wjatscheslaw Schabranskyj (* 1987), Profiboxer im Halbschwergewicht
- Igor Schafarewitsch (1923–2017), russischer Mathematiker
- Walerij Schewtschuk (1939–2025), Schriftsteller, Übersetzer und Historiker
- Alexander Schirmann (1876–1942), russisch-deutscher Komponist, Kapellmeister und Filmkomponist
- Alexei Schtschastny (1881–1918), russischer Seeoffizier
- Walentyna Schudina (* 1983), Hindernisläuferin
- Apollon Skalkowski (1808–1899), russischer Historiker
- Hipolit Skimborowicz (1815–1880), polnischer Autor, Journalist und Herausgeber
- Galina Solotowa (1924–2020),  sowjetische bzw. russische Linguistin, Russistin und Hochschullehrerin
- Lew Jakowlewitsch Sternberg (1861–1927), russisch-sowjetischer Ethnograph
- Mykola Sziborskyj (1897–1941), nationalistischer Aktivist
- Josef Tabachnyk (* 1947), Künstler
- Anastassija Tschernenko (* 1990), Triathletin
- Józef Turczyński (1884–1953), polnischer Pianist und Musikpädagoge
- Lessja Ukrajinka (1871–1913), ukrainische Dichterin, Dramatikerin und Übersetzerin
- Walentyn Wassjanowytsch (* 1971), Filmproduzent und -regisseur
- Wladimir Weksler (1907–1966), russischer Physiker
- Akim Lwowitsch Wolynski (1863–1926), russischer Literaturkritiker und Kunstwissenschaftler
- Bruno Zach (1891–1945), österreichischer Bildhauer
- Juliusz Zarębski (1854–1885), polnischer Komponist und Pianist

### Weitere Persönlichkeiten
In Schytomyr hielt sich der große ukrainische Dichter, Schriftsteller und Streiter für Gerechtigkeit Taras Schewtschenko (1814–1861) auf, lebte und arbeitete der Klassiker der ukrainischen Literatur Mychajlo Kozjubynskyj (1864–1913). Im Literaturmuseum wurde 1987 eine Dauerausstellung zu Leben und Wirken der Familie des Komponisten Mychajlo Skorulskyj (1887–1950) eröffnet.